# Villette-Serpaize-et-Chuzelles
Villette-Serpaize-et-Chuzelles est une ancienne commune de l'Isère. La commune est supprimée en 1875, au profit de deux nouvelles communes qui sont créées sur son territoire, Villette-Serpaize et Chuzelles.

## Histoire
Avant la Révolution française, la seigneurie de Serpaize-Formons regroupe quatre paroisses, Saint-Hyppolite-Chuzelles, Saint-Maurice-de-Chuzelles, Serpaize et Villette. En 1793, elle se renomme Villette-Serpaize-et-Chuzelles.
La commune est supprimée en 1875, au profit de deux nouvelles communes qui sont créées sur son territoire, Villette-Serpaize et Chuzelles.
En 1926, Villette-Serpaize est divisée en Serpaize et Villette, qui prend en 1936 le nom de Villette-de-Vienne.